# Thiên niên kiện Bắc Bộ
Thiên niên kiện Bắc Bộ hay sơn thục Bắc Bộ, ráy hương (danh pháp hai phần: Homalomena tonkinensis) là loài thực vật thuộc họ Ráy.
Một số tài liệu cho rằng Homalomena tonkinensis là tên đồng nghĩa của Homalomena cochinchinensis.